# Wojewodowie III Rzeczypospolitej (1990–1998)
Wojewodowie III Rzeczypospolitej (1990–1998) – wykaz wojewodów w III Rzeczypospolitej, zajmujących te stanowiska od 1990, do dnia 31 grudnia 1998, tj. przed wprowadzeniem w dniu 1 stycznia 1999 nowego podziału terytorialnego Polski na 16 województw w ramach reformy administracyjnej.

## Bialskopodlaskie
- 1990–1992: Andrzej Czapski
- 1992–1997: Tadeusz Korszeń
- 1997–1998: Marek Czarnecki

## Białostockie
- 1990–1994: Stanisław Prutis
- 1994–1997: Andrzej Gajewski
- 1997–1998: Krystyna Łukaszuk

## Bielskie
- 1990–1994: Mirosław Styczeń
- 1994–1997: Marek Trombski
- 1997–1998: Andrzej Sikora

## Bydgoskie
- 1990–1992: Antoni Tokarczuk
- 1992–1993: Włodzisław Giziński
- 1993–1997: Wiesław Olszewski
- 1997–1998: Krzysztof Sidorkiewicz
- 1998–1998: Teresa Piotrowska

## Chełmskie
- 1990–1994: Leszek Burakowski
- 1994–1997: Marian Cichosz
- 1997–1998: Leszek Burakowski

## Ciechanowskie
- 1990–1993: Andrzej Wojdyło
- 1994–1997: Sławomir Morawski
- 1998–1998: Henryk Kowalczyk

## Częstochowskie
- 1990–1994: Jerzy Guła
- 1995–1997: Cezary Marek Graj
- 1997–1998: Szymon Giżyński

## Elbląskie
- 1990–1996: Zdzisław Olszewski
- 1996–1997: Władysław Mańkut
- 1998–1998: Maria Piór

## Gdańskie
- 1990–1996: Maciej Płażyński
- 1996–1997: Henryk Wojciechowski
- 1998–1998: Tomasz Sowiński

## Gorzowskie
- 1988–1991: Krzysztof Zaręba
- 1991–1992: Wacław Niewiarowski
- 1992–1995: Zbigniew Pusz
- 1995–1997: Zbigniew Faliński
- 1998–1998: Jerzy Ostrouch

## Jeleniogórskie
- 1990–1995: Jerzy Nalichowski
- 1995–1997: Janusz Pezda
- 1997–1998: Sławomir Kryszkowski

## Kaliskie
- 1990–1991: Antoni Pietkiewicz
- 1991–1991: Mariusz Kubiak
- 1991–1997: Eugeniusz Małecki
- 1998–1998: Józef Rogacki

## Katowickie
- 1990–1994: Wojciech Czech
- 1994–1997: Eugeniusz Ciszak
- 1997–1998: Marek Kempski

## Kieleckie
- 1990–1994: Józef Płoskonka
- 1994–1997: Zygmunt Szopa
- 1997–1998: Ignacy Pardyka

## Konińskie
- 1990–1997: Marek Naglewski
- 1997–1998: Stanisław Tamm

## Koszalińskie
- 1990–1993: Stanisław Socha
- 1994–1997: Jerzy Mokrzycki
- 1998–1998: Grażyna Sztark

## Krakowskie
- 1990–1995: Tadeusz Piekarz
- 1996–1997: Jacek Majchrowski
- 1998–1998: Ryszard Masłowski

## Krośnieńskie
- 1990–1994: Zygmunt Błaż
- 1994–1997: Piotr Komornicki
- 1997–1998: Bogdan Rzońca

## Legnickie
- 1990–1992: Andrzej Glapiński
- 1993–1994: Stanisław Walkowski
- 1994–1997: Ryszard Maraszek
- 1998–1998: Wiesław Sagan

## Leszczyńskie
- 1990–1994: Eugeniusz Matyjas
- 1994–1997: Zbigniew Haupt
- 1997–1998: Leszek Burzyński

## Lubelskie
- 1990–1992: Jan Wojcieszczuk
- 1992–1993: Adam Cichocki
- 1994–1997: Edward Hunek
- 1998–1998: Krzysztof Michalski

## Łomżyńskie
- 1990–1991: Franciszek Adamiak
- 1991–1994: Jerzy Brzeziński
- 1994–1997: Mieczysław Bagiński
- 1997–1998: Sławomir Zgrzywa

## Łódzkie
- 1990–1994: Waldemar Bohdanowicz
- 1994–1997: Andrzej Pęczak
- 1997–1997: Mirosław Marcisz
- 1998–1998: Michał Kasiński

## Nowosądeckie
- 1989–1992: Józef Wiktor
- 1992–1993: Józef Jungiewicz
- 1993–1996: Wiktor Sowa
- 1996–1997: Marek Oleksiński
- 1997–1998: Lucjan Tabaka

## Olsztyńskie
- 1990–1993: Roman Przedwojski
- 1993–1997: Janusz Lorenz
- 1998–1998: Zbigniew Babalski

## Opolskie
- 1990–1998 Ryszard Zembaczyński

## Ostrołęckie
- 1990–1993: Stanisław Podmostko
- 1994–1997: Jerzy Dobek
- 1997–1998: Jacek Duchnowski

## Pilskie
- 1990–1993: Waldemar Jordan
- 1993–1997: Jerzy Olszak
- 1997–1998: Ireneusz Michalak

## Piotrkowskie
- 1990–1992: Andrzej Szczepocki
- 1992–1994: Włodzimierz Kuliński
- 1994–1997: Stanisław Witaszczyk
- 1997–1998: Grzegorz Stępiński

## Płockie
- 1990–1994: Jerzy Wawszczak
- 1994–1997: Krzysztof Kołach
- 1997–1998: Andrzej Drętkiewicz

## Poznańskie
- 1990–1997: Włodzimierz Łęcki
- 1997–1998: Maciej Musiał

## Przemyskie
- 1990–1992: Jan Musiał
- 1993–1993: Adam Pęzioł
- 1994–1995: Zygmunt Ciupiński
- 1995–1997: Stanisław Bajda
- 1997–1998: Leszek Kisiel

## Radomskie
- 1990–1992: Jan Rejczak
- 1992–1994: Janusz Szlanta
- 1994–1997: Zbigniew Kuźmiuk
- 1997–1998: Kazimierz Wlazło

## Rzeszowskie
- 1990–1994: Kazimierz Ferenc
- 1994–1997: Kazimierz Surowiec
- 1997–1998: Zbigniew Sieczkoś

## Siedleckie
- 1990–1992: Krzysztof Tchórzewski
- 1993–1994: Wiesław Protasewicz
- 1994–1997: Zygmunt Wielogórski
- 1997–1998: Henryk Gut

## Sieradzkie
- 1989–1991: Józef Szewczyk
- 1991–1994: Andrzej Ruszkowski
- 1994–1997: Jan Ryś
- 1998–1998: Kazimierz Filipiak

## Skierniewickie
- 1990–1994: Stanisław Czuba
- 1994–1997: Andrzej Charzewski
- 1998–1998: Jerzy Olejniczak

## Słupskie
- 1989–1991: Andrzej Szczepański
- 1991–1993: Wiesław Rembieliński
- 1993–1996: Kazimierz Kleina
- 1996–1997: Maciej Kobyliński
- 1997–1998: Jerzy Kuzyniak

## Suwalskie
- 1990–1991: Franciszek Wasik
- 1991–1992: Andrzej Podchul
- 1992–1997: Cezary Cieślukowski
- 1998–1998: Paweł Podczaski

## Szczecińskie
- 1990–1998: Marek Tałasiewicz
- 1998–1998: Władysław Lisewski

## Tarnobrzeskie
- 1990–1991: Władysław Liwak
- 1991–1994: Janina Sagatowska
- 1994–1997: Paweł Stawowy
- 1997–1998: Wiktor Stasiak

## Tarnowskie
- 1990–1991: Janusz Bystrzonowski
- 1991–1994: Jerzy Orzeł
- 1994–1997: Wiesław Woda
- 1997–1998: Aleksander Grad

## Toruńskie
- 1990–1992: Andrzej Tyc
- 1992–1997: Bernard Kwiatkowski
- 1997–1998: Wojciech Daniel

## Wałbrzyskie
- 1990–1993: Jerzy Świteńki
- 1993–1997: Henryk Gołębiewski
- 1998–1998: Bolesław Marciniszyn

## Warszawskie
- 1990–1990: Stanisław Wyganowski
- 1990–1990: Adam Langer
- 1990–1997: Bohdan Jastrzębski
- 1998–1998: Maciej Gielecki

## Włocławskie
- 1988–1991: Jan Szczepaniak
- 1991–1994: Sylwester Śmigiel
- 1994–1995: Kazimierz Tułodziecki
- 1996–1997: Władysław Kubiak
- 1997–1998: Wojciech Gulin

## Wrocławskie
- 1990–1991: Janisław Muszyński
- 1991–1992: Mirosław Jasiński
- 1992–1998: Janusz Zaleski
- 1998–1998: Witold Krochmal

## Zamojskie
- 1990–1992: Janusz Różycki
- 1992–1994: Marcin Zamoyski
- 1994–1995: Stanisław Roczkowski
- 1995–1997: Stanisław Rapa
- 1997–1998: Marek Grzelaczyk

## Zielonogórskie
- 1990–1993: Jarosław Barańczak
- 1993–1997: Marian Eckert
- 1997–1998: Marian Miłek